# Margot van Geffen
Margot van Geffen  (Tilburg, 23 de noviembre de 1989) es una jugadora de hockey sobre césped neerlandesa. Desde el año 2012 hasta 2020 ha conseguido un total de tres medallas olímpicas, 2 de ellas de oro.